# Bournan
Bournan é uma comuna francesa na região administrativa do Centro, no departamento Indre-et-Loire. Estende-se por uma área de 14,29 km². Em 2010 a comuna tinha 279 habitantes (densidade: 19,5 hab./km²).